# Комплекс будинків по вулиці Стрийській, 36—42
Комплекс будинків по вулиці Стрийській, 36—42 — комплекс із п'яти житлових будинків 1920-х років у Львові, розташований по вулиці Стрийській під № 36—42. Будинки мають статус пам'яток архітектури місцевого значення (№ 774/1—774/5 і № 1666). Зведені у 1928—1930 роках у стилі функціоналізму, за проєктом архітектора Вітольда Мінкевича для працівників закладу соціального забезпечення. Разом із зведеними у середині 1930-х років будинками № 44—48 утворили мікрорайон «На Гірці».

## Історія будівництва та опис
Після закінчення Першої світової війни у Львові відчувався певний дефіцит соціального житла. Однією з організацій, що почали будівництво багатоквартирних будинків із недорогими помешканнями, став Пенсійний заклад службовців (пол. Zakład Pensyjny Funkcjonariuszów), який замовив архітекторові Вітольду Мінкевичу проєкти двох житлових комплексів. Будівництво першого з них, на вулиці На Байках (сучасна вулиця Київська), почалося в серпні 1926 року і закінчилося 1 жовтня 1927 року. Другий будинок почали зводити на вулиці Стрийській у вересні 1926 року.
Обидва житлові комплекси зводилися за однаковими принципами, впровадженими Мінкевичем. По-перше, архітектор відмовився від притаманного Львову типу будинку-колодязя із вузьким внутрішнім подвір'ям, тому приміщення у проєктованих ним будинках отримували більше повітря та сонячного світла. По-друге, він зменшив висоту поверхів до 2,8 м, що, у свою чергу, призвело до зменшення розмірів сходових кліток, вікон, дверей, печей тощо і, як наслідок, до підвищення ефективності опалення будинку та полегшення доступу до вищих поверхів. Площу допоміжних приміщень (кухні, ванні кімнати, туалети, комори) також зменшили до мінімально необхідної.
Втім, ці будинки мали і деякі відмінності. У житловому комплексі на Стрийській вперше у Львові впровадили центральне опалення замість звичного локального пічного опалення. Завдяки своєму розташуванню біля парку фасади будинку отримали велику кількість балконів і лоджій. Також другий комплекс будинків був розрахований на значно більшу кількість квартир: 86 супроти 42-х у першому комплексі, загальна кількість приміщень — 248 (у першому комплексі — 161). Комплекс на Стрийській складається з трьох об'ємів — 6-поверхового центрального і двох 5-поверхових бічних, що утворюють глибокий курдонер із бічними проїздами. проєктований загальний об'єм будинку склав близько 29 034 м³, проєктований кошторис будівництва — 2 030 000 злотих. З архітектурної точки зору цей житловий комплекс і його попередник на вулиці Київській започаткували функціоналістичний напрям у житловому будівництві Львова. Також будівництво цих житлових комплексів стало одним із перших значних будівельних проєктів у міжвоєнному Львові.
За радянських часів у будинку № 36 діяли магазин канцтоварів і «Воєнторг».

## Мешканці
- Яцек Куронь — польський антикомуністичний діяч, почесний громадянин Львова; мешкав тут у дитинстві. Меморіальна таблиця на його честь відкрита 6 липня 2012 року[2][3][10].
- Міхал Риба — польський архітектор, мешкав у будинку № 38[11].

## Галерея

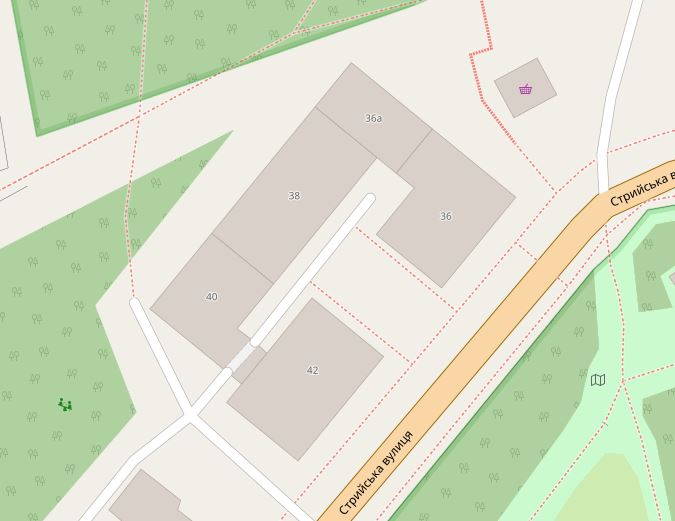
План будинків
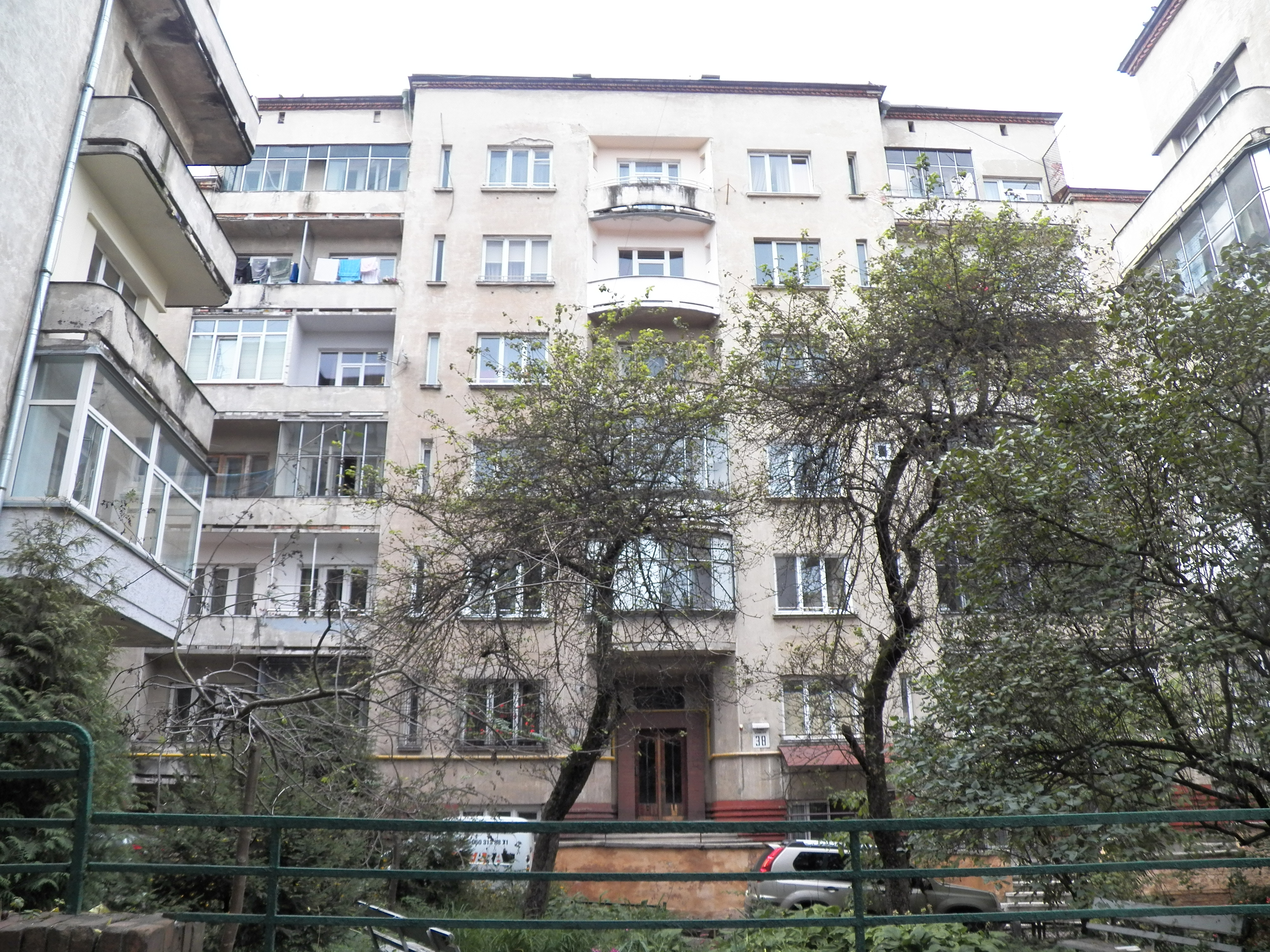
Будинок № 38
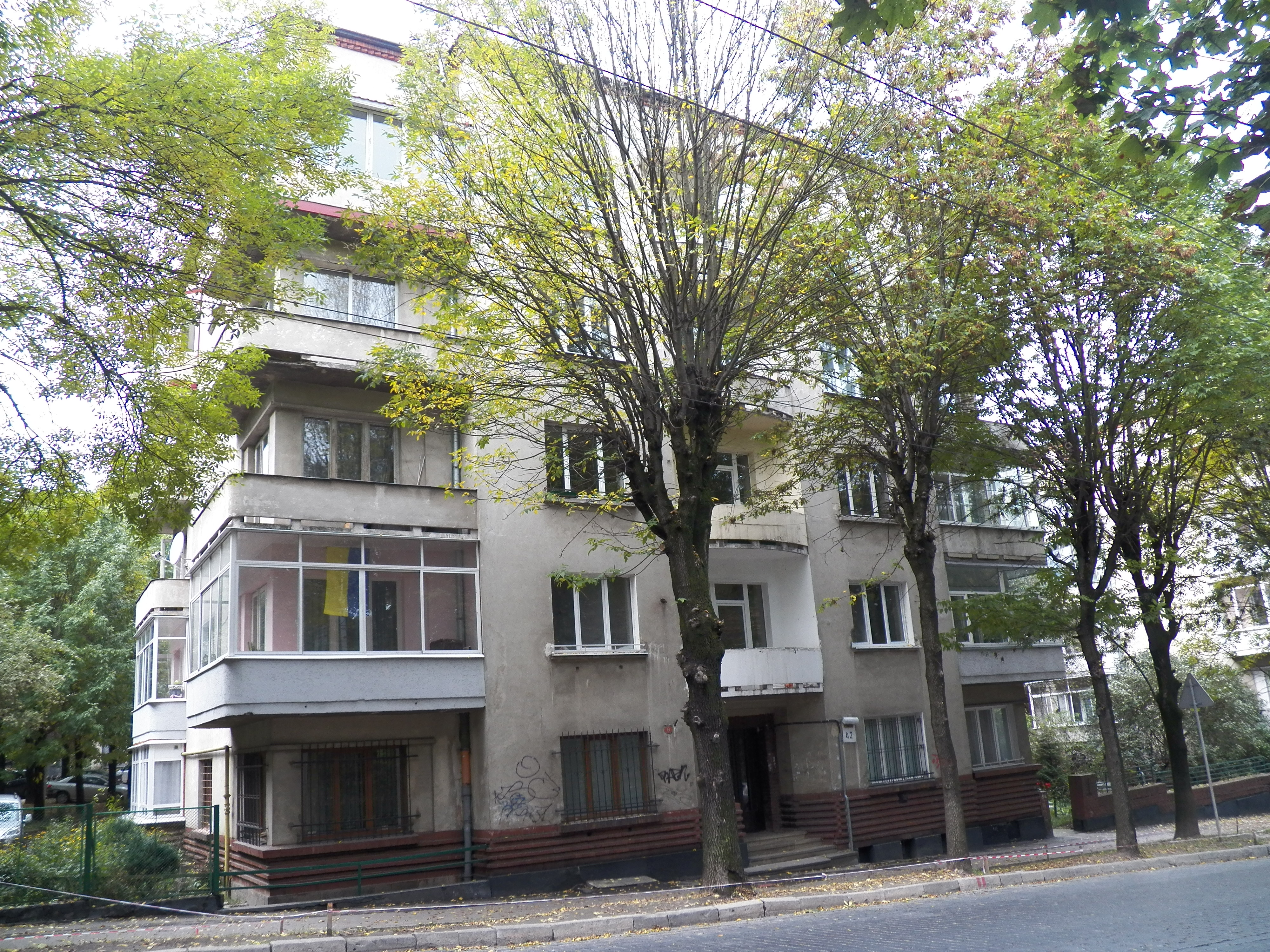
Будинок № 42